# Valentín Elizalde
Valentín Elizalde (* 1. Februar 1979 in Navojoa; † 25. November 2006 in Reynosa) war ein mexikanischer Narcocorrido-Sänger, der auch unter dem Künstlernamen El Gallo de Oro (Der goldene Hahn) bekannt war und einem Attentat eines mexikanischen Drogenkartells zum Opfer fiel.

## Leben
Seine Kindheit verbrachte Elizalde in der Stadt Navojoa im Bundesstaat Sonora. Dann zog er nach Guadalajara und später nach Guasave, wo er gemeinsam mit seinem Vater, dem Sänger Lalo Elizalde (genannt „El Gallo“), und seinen Brüdern lebte. Sein Vater kam bei einem Autounfall in der so genannten „Todeskurve“ in Villa Juárez ums Leben. Elizalde heiratete Camila Valencia. Sie bekamen sechs Kinder.
Valentín Elizalde, sein Manager und sein bester Freund Mario Mendoza Grajeda sowie der Fahrer Reynaldo Ballesteros wurden am 25. November 2006 nach einem Konzert in Reynosa niedergeschossen. Sein Cousin Tano erlitt mehrere Schusswunden am Arm. Laut Medienberichten wurde das Feuer aus zwei schwarzen Chevrolets heraus mit automatischen Waffen eröffnet. Später wurden über 70 Projektile gefunden, Elizalde wurde 28-mal getroffen. Da er 27 Jahre alt wurde, wird er zum Klub 27 gezählt.
Das Attentat wird Los Zetas, einem mexikanischen Drogenkartell, zugeschrieben. Seiner Ermordung folgten Beileids- und Solidaritätsbekundungen aus vielen spanischsprachigen Ländern. Die Obduktion Elizaldes wurde gefilmt und später auf Videoseiten im Internet gezeigt. Zwei Männer wurden wegen des Mordes an Elizalde zu Haftstrafen verurteilt. Im mexikanischen Bundesstaat Tamaulipas wurden bereits mehrere Sänger mutmaßliche Opfer des Drogenkartells, beispielsweise Zayda Peña Arjona.
2007 wurde Elizalde postum für die Grammy Awards nominiert.

## Diskografie

### Alben
| Jahr | Titel                                                | Höchstplatzierung, Gesamtwochen, AuszeichnungChartplatzierungen (Jahr, Titel, Platzierungen, Wochen, Auszeichnungen, Anmerkungen) | Höchstplatzierung, Gesamtwochen, AuszeichnungChartplatzierungen (Jahr, Titel, Platzierungen, Wochen, Auszeichnungen, Anmerkungen) | Höchstplatzierung, Gesamtwochen, AuszeichnungChartplatzierungen (Jahr, Titel, Platzierungen, Wochen, Auszeichnungen, Anmerkungen) | Anmerkungen                                                    |
| Jahr | Titel                                                | US | Latin | MX | Anmerkungen                                                    |
| ---- | ---------------------------------------------------- | --- | --- | --- | -------------------------------------------------------------- |
| 2002 | En Vivo                                              | — | — | MX61 Platin · (6 Wo.)MX |                                                                |
| 2002 | Y Se Parece a Ti                                     | — | — | MX82 Gold · (4 Wo.)MX |                                                                |
| 2003 | Mi Satisfacción                                      | — | — | MX82 Platin · (1 Wo.)MX |                                                                |
| 2005 | Soy Asi                                              | — | Latin53 (10 Wo.)Latin | MX— PlatinMX |                                                                |
| 2005 | En Vivo – Vol II                                     | — | Latin21 Platin · (25 Wo.)Latin | MX69 ×2Doppelplatin · (5 Wo.)MX                                                                                                   |                                                                |
| 2006 | Vencedor                                             | US70 (10 Wo.)US | Latin1 Platin · (63 Wo.)Latin | MX10 ×4Vierfachplatin · (46 Wo.)MX                                                                                                |                                                                |
| 2006 | Mi Ultima Bohemia (En Vivo)                          | — | Latin13 (8 Wo.)Latin | — |                                                                |
| 2006 | 20 Exitos                                            | — | Latin48 (3 Wo.)Latin | — |                                                                |
| 2006 | Los Inmortales                                       | — | Latin62 (1 Wo.)Latin | — | mit Adan Chalino Sanchez, Chalino Sanchez & K-Paz De La Sierra |
| 2007 | La Historia: Homenaje A "El Gallo De Oro"            | — | Latin13 (9 Wo.)Latin | — |                                                                |
| 2007 | Lobo Domesticado                                     | US44 (8 Wo.)US | Latin2 (21 Wo.)Latin | MX20 ×2Doppelplatin · (44 Wo.)MX                                                                                                  |                                                                |
| 2007 | Homenaje a Una Vida Vol. 1                           | — | Latin41 (10 Wo.)Latin | MX22 (22 Wo.)MX |                                                                |
| 2007 | Homenaje a Una Vida Vol. 2                           | — | Latin55 (4 Wo.)Latin | MX42 (13 Wo.)MX |                                                                |
| 2007 | El Idolo Y Sus Canciones                             | — | Latin33 (4 Wo.)Latin | — |                                                                |
| 2007 | Grandes Exitos con Tuba, Acordeon y Guitarra Vol. I  | — | — | MX61 (4 Wo.)MX |                                                                |
| 2007 | Grandes Exitos con Tuba, Acordeon y Guitarra Vol. II | — | — | MX41 (5 Wo.)MX |                                                                |
| 2007 | Mi Ultima Bohemia                                    | — | — | MX38 (17 Wo.)MX |                                                                |
| 2008 | Solamente El Gallo de Oro                            | — | Latin13 (6 Wo.)Latin | — |                                                                |
| 2008 | Lo Mejor Del Homenaje A Una Vida                     | — | Latin48 (6 Wo.)Latin | — |                                                                |
| 2009 | 20 Super Temas: La Historia De Los Exitos            | — | Latin62 (3 Wo.)Latin | — |                                                                |
| 2009 | En Vivo: Desde Los Angeles                           | — | Latin70 (1 Wo.)Latin | — |                                                                |
| 2011 | 16 Exitos                                            | — | Latin32 (10 Wo.)Latin | — |                                                                |
| 2012 | Iconos: 25 Exitos                                    | — | Latin35 (6 Wo.)Latin | — |                                                                |
| 2013 | 20 Kilates                                           | — | Latin21 (11 Wo.)Latin | — |                                                                |

grau schraffiert: keine Chartdaten aus diesem Jahr verfügbar
Weitere Alben
- 1998: Más Allá Del Mar
- 1999: Regresan Los Mafiosos
- 2000: Traici on Federal
- 2001: 7 Exitos En Honor A Mi Padre
- 2003: Corridos entre Amigos (MX: Gold)
- 2004: Destino Cruel
- 2004: Volvere A Amar (MX: Platin)

### Singles
| Jahr | Titel Album                   | Höchstplatzierung, Gesamtwochen, AuszeichnungChartsChartplatzierungen (Jahr, Titel, Album, Platzierungen, Wochen, Auszeichnungen, Anmerkungen) | Anmerkungen |
| Jahr | Titel Album                   | Latin | Anmerkungen |
| ---- | ----------------------------- | --- | ----------- |
| 2003 | Mi Amante Y Se Parece a Ti    | Latin50 (1 Wo.)Latin |             |
| 2003 | Vete Ya Mi Satisfacción       | Latin25 (19 Wo.)Latin |             |
| 2004 | La Mas Deseada Volvere A Amar | Latin27 (8 Wo.)Latin |             |
| 2006 | Como Me Duele Vencedor        | Latin30 (5 Wo.)Latin |             |
| 2006 | Te Quiero Asi Soy Asi         | Latin36 (4 Wo.)Latin |             |
| 2006 | Lobo Domesticado              | Latin21 (13 Wo.)Latin |             |